# تقویم بدیع بیانی

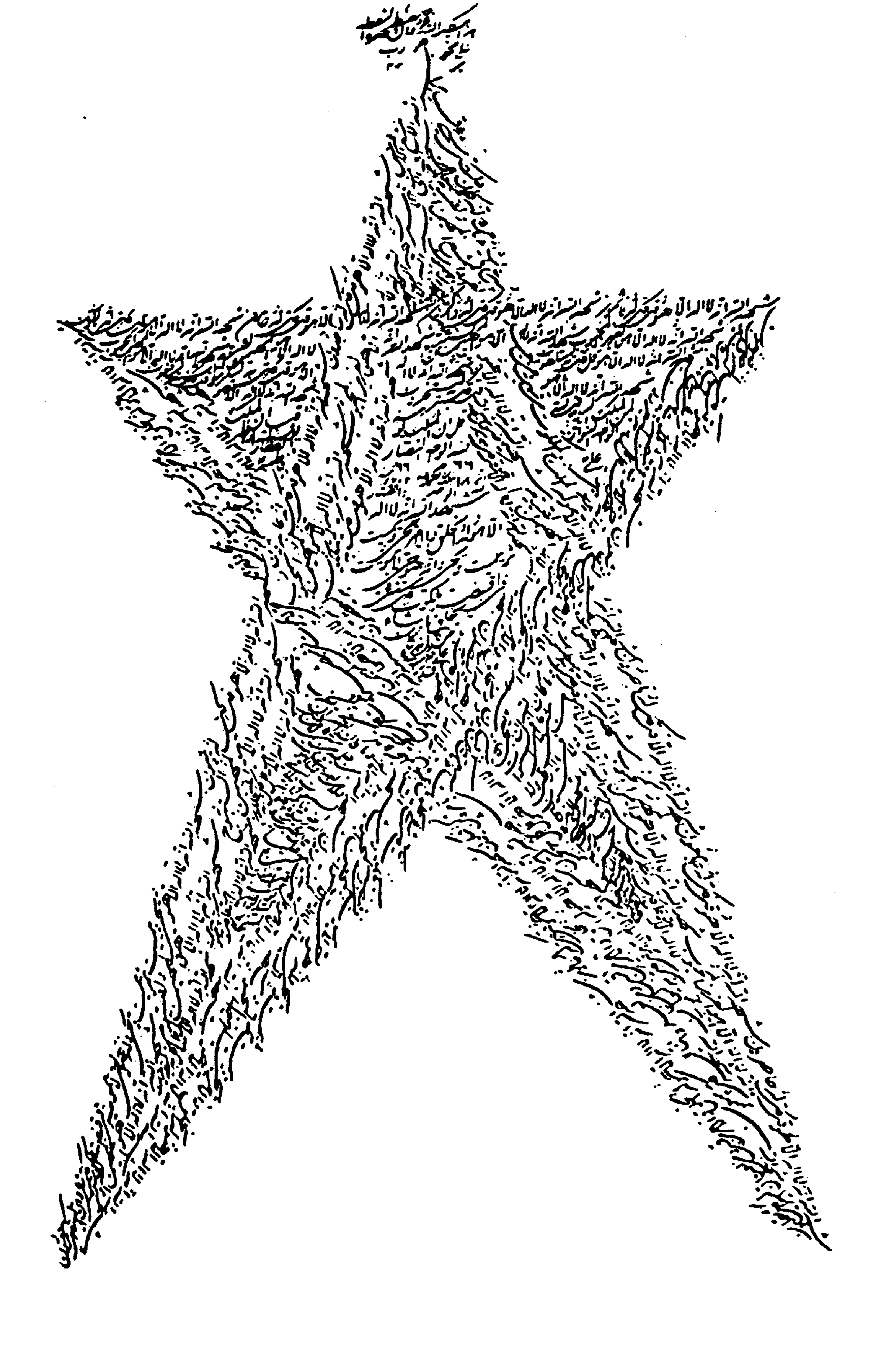
لوح هیکل، دستخط باب، لگو آیین بیانی

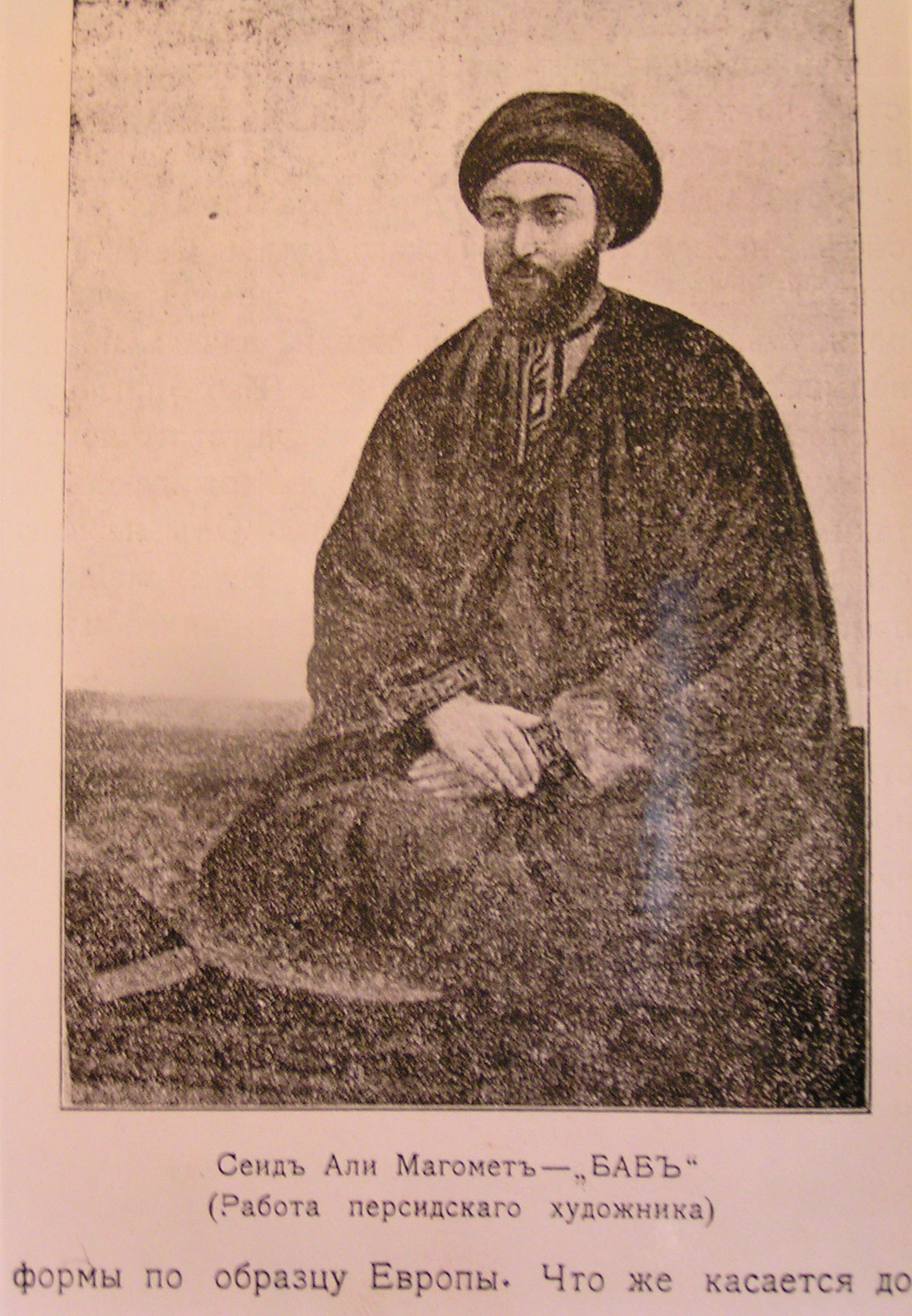
سید علی محمد شیرازی شارع و بنیان‌گذار شریعت بیانی می‌باشد.

تقویم بدیع، که به عنوان تقویم بهائی نیز شناخته می‌شود، یک تقویم خورشیدی است که توسط سید علی محمد باب (موسس دیانت بابی) در کتاب بیان تدوین شده و بعدها توسط بهاءالله به عنوان تقویم بهائی معرفی شد. 
تقویم بدیع بیانی نوعی تقویم است که بر اساس آن، سال بیانی ۳۶۱ روز و هرماه ۱۹ روز می‌باشد. در کتاب بیان عربی، باب سوم از واحد پنجم چنین وارد شده است: «قد جعلنا الحول تسعة عشر شهراً» ترجمه: «همانا قرار دادیم برای سال نوزده ماه را.» همان باب، در کتاب بیان فارسی چنین شرح داده شده است: «خداوند عالم خلق فرموده : کل سنین را به امر خود و از «ظهور» بیان قرار داده؛ عدد هر سنین را عدد کل شئ (۳۶۱روز) و آن را نوزده شهر قرار داده و هر شهر (ماه) را نوزده روز فرموده، تا آنکه کل از نقطهٔ تحویل حَمَل تا منتهی‌الیه سیر او که به حوت منتهی می‌گردد، در نوزده مراتب حروف واحد سیر نمایند.»
اعتقاد به اهمیت عدد ۱۹ و همچنین تقسیم‌بندی سال و ماه به ۱۹ اولین بار توسط نقطویان آغاز شد.

## مبدأ تاریخ بیانی
در باب چهاردهم از واحد ششم کتاب بیان عربی، بزرگ‌ترین روز سال، یوم‌الله الاعظم نام برده شده است. شرح آن در همان باب کتاب بیان فارسی چنین آمده است: «خداوند عالم در میان ایام یومی را منسوب به خود فرموده و آن را یوم‌الله خوانده است.»
در کتاب بیان، تعداد روزهای سال بیانی سیصد و شصت و یک روز ذکر گردیده، ولی تکلیف چهار یا پنج روز تفاوت نسبت به تقویم شمسی مشخص نگردیده است و نام ماه‌ها و مبدأ تاریخ نیز عنوان نشده است. در کتاب پنج شأن چنین وارد است: «هذا یوم الاربعاء الخامس من شهر جیم الاول من سنة ۱۲۷۶ عن بعثة الفرقانیه … هذا یوم الاول من شهر البهاء من السنة الابد» ترجمه: امروز چهار شنبه پنجم جمادی‌الاول از سال ۱۲۷۶ از بعثت فرقان است … امروز روز اول از ماه بهاء از سال هفتم ظهور است. قد جعل الله کل حول من ذلک الیوم تسعةعشر شهرا و کل شهر تسعة عشر یوما و بداء الحساب من ذلک الیوم لانه اول سنة لایبدل الا بامر من یظهره الله ....  ترجمه:از امروز خداوند عز ذکره، سال را نوزده ماه و هر ماه را نوزده روز قرار داده است و آغاز حساب از امروز است. این تقویم تغییرپذیر نیست مگر به امر «من یظهره الله».....
در کتاب الأسماء کلشیئ
(چهار شأن) در سال ۱۲۶۵ هجری قمری در جواب مؤمنی به اسم رفیع (در ظل اسم رفیع در این کتاب) چنین آمده است: «انما قد ذکرت فی الکتاب من اول سنة البدیع فی البیان» ترجمه:(در این نامه از مبدأ تاریخ و تقویم پرسیده‌ای) شمااز پنجم جمادی اولی سال هفتم ظهور (۱۲۶۶) حساب کنید. ثم کل واحد شهر تحسبون ترجمه: هر نوزده روز را یک ماه حساب کنید. و ما یزید انتم من بعد تنقصون ترجمه: چند روز اضافه را به سال بعد ببرید. کل شهر تسعة عشر یوما و کل سنة تسعةعشر شهرا و کل حول ثلثمأة و ستین ثم واحدا  ترجمه :هر ماه نوزده روزاست و هر سال نوزده ماه و هر سال ۳۶۱ روز باشد نه زیاده. و لا تومرنّ بالقمر فی طلوعه و لا بما انتم بالشمس تحسبون ترجمه: به قمری یا شمسی حساب نکنید. قد رفعنا عنکم ما انتم فیه تختلفون ترجمه: ما آن دو تقویم را برداشتیم به سبب آنچه در آن اختلاف می‌کردید (اختلاف دقایق و کبیسه‌ها که در اسلام باعث شد روزهای احزان و اعیاد مورد اختلاف باشد). و من لم یُسمیٰ شیئا بغیر ما قد سمّاه الله فیکون مشرکا ترجمه:هر کس در این باره بر خلاف حکم خدا عمل کند مشرک است.

## تقویم آئین بیانی
مبدأ تقویم آیین بیانی ۲۹ اسفند سال ۱۲۲۸ ایرانی، برابر چهارشنبه پنچم جمادی‌الاول سال ۱۲۶۶ هجری یا ۱۲۷۶ بعثت معادل ۲۰ مارس ۱۸۵۰ میلادی است.
اول هر سال (اول شهر البهاء) در تقویم بیانی عید فطر نیز می‌باشد.
- تقویم آئین بیانی
- تبدیل تقویم آئین بیانی به میلادی
- تبدیل تقویم جلالی (ایرانی) به تقویم آئین بیانی

## ماه‌ها
1. شهر البهاء
2. شهر الجلال
3. شهر الجمال
4. شهر العظمة
5. شهر النور
6. شهر الرحمة
7. شهر الکلمات
8. شهر الکمال
9. شهر الاسماء
10. شهر العزة
11. شهر المشیة
12. شهر العلم
13. شهر القدرة
14. شهر القول
15. شهر المسائل
16. شهر الشرف
17. شهر السلطان
18. شهر الملک
19. شهر العلاء

## ایام هفته
1. جلال = شنبه
2. جمال = یکشنبه
3. کمال = دوشنبه
4. فضال = سه شنبه
5. عدال = چهارشنبه
6. استجلال = پنج شنبه
7. استقلال یا سلطان = جمعه

در کتاب الأسماء کلشیئ - چهارشأن (باب دوم از واحد پنجم =اسم ۷۶ ام) و کتاب پنج شأن در بخش گاهشماری نقطه بیان به موضوع نام روزهای هفته اشاره شده است .
* پنج شأن

## اعیاد در تقویم بدیع بیانی
| عنوان                                                                             | تقویم بدیع بیانی                                                                             | هجری قمری                     | هجری شمسی       | میلادی         | توضیحات                                                                                       |
| --------------------------------------------------------------------------------- | -------------------------------------------------------------------------------------------- | ----------------------------- | --------------- | -------------- | --------------------------------------------------------------------------------------------- |
| یوم‌الله الاعظم - عید نوروز بیانی - عید فطر - مبدأ تاریخ بیانی                     | یوم العدال- روزاول ماه اول (بهاء) سال اول بیانی ۱/۱/۱                                        | چهارشنبه پنجم جمادی‌الاول ۱۲۶۶ | ۲۹اسفند۱۲۲۸     | ۲۰ مارس ۱۸۵۰   | قمری آن به تصریح کتاب پنج شأن است. (۱)                                                        |
| عید مرآتیت - روز تنصیص میرزایحیی نوری صبح ازل به مقام جانشینی سید علی محمد شیرازی | یوم الجلال- ششم ماه دوم (جلال) سال اول بیانی                                                 | شنبه ۲۹ جمادی‌الاول ۱۲۶۶       | ۲۴ فروردین ۱۲۲۹ | ۱۳ آوریل ۱۸۵۰  | روز جلال بودن آن به تصریح صبح ازل می‌باشد. (۲)                                                 |
| عید میلاد سید علی محمد شیرازی (نقطه اولی)                                         | یوم الکمال- یکم ماه پنجم (نور) ۳۰سال قبل از مبدأ تاریخ بیانی - معادل ۱۰۷۵۴ روز مانده به مبدأ | دوشنبه ۱ محرم ۱۲۳۶            | ۱۷ مهر ۱۱۹۹     | ۸ اکتبر ۱۸۲۰   | کتاب بین الحرمین و کتاب پنج شأن(۳)                                                            |
| عید طلوع حضرت قدوس                                                                | یوم الجلال- دوم ماه نهم (اسماء) ۳ سال قبل از مبدأ تاریخ بیانی                                | ۲۰ رمضان ۱۲۶۳                 | ۹ شهریور ۱۲۲۶   | ۱ سپتامبر ۱۸۴۷ | روز انتصاب محمدعلی بارفروش ملقب به قدوس به مقام قائمیت. ۲۰ رمضان به تصریح صبح ازل می‌باشد. (۴) |
| عید بشارت                                                                         | یوم الستقلال (سلطان)- پنجم ماه نهم (اسماء) سال ۱۵ بیانی                                      | جمعه ۱۹ محرم ۱۲۸۱             | ۴ تیر ۱۲۴۳      | ۲۴ ژوئن ۱۸۶۴   | به تصریح صبح ازل (۵)                                                                          |
| عید قدس الازل                                                                     | لیله یوم الفضال- نهم ماه شانزدهم (شرف) سال ۱۵ بیانی                                          | شب سه شنبه ۷ جمادی‌الثانی ۱۲۸۱ | ۱۷ آبان ۱۲۴۳    | ۸ نوامبر ۱۸۶۴  | در کتاب قدس الازل به این تاریخ اشاره شده است. (۶)                                             |
| عید ابتهاج                                                                        | لیله یوم الجلال- دوازدهم ماه نوزدهم (علاء) سال ۱۵ بیانی                                      | شب شنبه ۸ شعبان ۱۲۸۱          | ۱۷ دیماه ۱۲۴۳   | ۷ ژانویه ۱۸۶۵  | در کتاب البهاج به این تاریخ اشاره شده است. (۷)                                                |
| عید حیات                                                                          | یوم الاستجلال - پانزدهم ماه نوزدهم (علاء) سال ۱۹ بیانی                                       | پنج شنبه ۱۰ رمضان ۱۲۸۵        | ۴ دیماه ۱۲۴۷    | ۲۴ دسامبر ۱۸۶۹ | در کتاب حیاة به این تاریخ اشاره شده است.                                                      |
| عید جمع                                                                           | یوم السلطان (استقلال)- دوازدهم ماه چهاردهم (قول) سال ۲۱ بیانی                                | جمعه ۱۳ جمادی‌الثانی ۱۲۸۷      | ۱۶ شهریور ۱۲۴۹  | ۹ سپتامبر ۱۸۷۰ | در کتاب جمع به این تاریخ اشاره شده است.                                                       |
| عید پنجاهه                                                                        | یوم الکمال - نهم ماه یازدهم (مشیت) سال ۴۹ بیانی                                              | دوشنبه۲۱ شوال ۱۳۱۵            | ۲۴ اسفند۱۲۷۶    | ۱۴ مارس ۱۸۹۸   | در کتاب مرآت البیان به این تاریخ اشاره شده است.                                               |

(۱)مأخذ:کتاب پنج شأن: «هذا یوم اربعاء الخامس من شهر جیم الاول من سنة ۱۲۷۶ عن بعثته فرقانیة … هذا یوم الاول من شهر البهاء من سنة الابد.»
«سمی یوم الاول بیوم‌الله عزّ و جلّ انّه یوم قد اظهرالله فی لیلة عرش الحقیقة و جعل الله اعظم ایّامه و هو یوم التوحید لله تعالی قد قرأت فیه اننی انا الله لا اله الا انا الارفع الارفع فلتقرؤن. قد جعل الله من ذلک الیوم تسعة عشر شهراً و کل شهر تسعة عشر یوماً و بداء الحساب من ذلک الیوم لانه اول سنة لایبدل الا بامر من یظهره الله ارتفع و امتنع قدره.»
ترجمه: «روز اول سال را یوم‌الله نامیده زیرا آن روزی است که در شب آن خداوند مظهر نفس خود را ظاهر کرد و آن را بزرکترین روزهای سال قرار داد. و آن روز توحید است برای خدای بزرگ. به تحقیق من آن روز آیه: «اننی انا الله لا اله الا انا الارفع الارفع» را خواندم پس شما نیز انرا بخوانید.»
(۲)مأخذ: «و لتجعلن یوم السادس من شهر الجلال عیداً لاولکم و آخرکم و ظاهرکم و باطنکم کما جعل الله ذلک لکم عیداً فی البیان لعلکم تشکرون. قل ذلک عید ماجعل الله من لسان نفسه فی البیان لمرآت ذاته … و عیدوا و ذلک الیوم بعد کل نیروز و احسبوا من اول العید الی یوم الخامس والعشرون و اجعلوا ذلک عید الغدیر و النیروز الحقیقی و یوم الاجتلال و الارتفاع.»
ترجمه: روز ششم ماه جلال را برای اول و آخر و ظاهر و باطن خود قرار دهید همانطوری‌که خداوند آن را برای شما در بیان عید قرار داده که شاید سپاس‌گزار باشید. بگو همانا آن عیدی است که خداوند آن را از زبان نفس خود برای شما در بیان مقرر داشته عید بگیرید و آنروز را بعد ازبیست و پنج روزاز هر نوروزی حساب کنید و آن را عید غدیر و نوروز حقیقی و روز باشکوه قرار دهید. مأخذ از کتاب بهاج از حضرت ثمره.
(۳)مأخذ: کتاب بین الحرمین: «و انّه لعبد ولد فی یوم اوّل المحرم من سنة ۱۲۳۶».
(۴)مأخذ:قول حضرت قدوس در آثار القدوسیه: «الحمدالله قدو فی الجماله ما قد اعهد من قبل علی نفسه و اظهره فی یوم العاشر من العشر الثانی من الشهر الاکبر..»
قول حضرت ثمره: «بیستم رمضان طلوع حضرت قدوس است.» (از روی تقویم خودشان).
در وقایع میمیه آمده: «تا آنکه در سنه ۱۲۶۳ حضرت قدوس به خراسان تشریف فرما شدند چندی بعد اظهار امر خود را فرمودند. .. جناب اسم‌الله الاول در سال ۱۲۶۳ عازم ماکو شدند جهت دیدار محبوبش، در بازگشت مأمور می‌شوند از مازندران عازم خراسان شوند. در مازندران خدمت حضرت قدوس می‌رسند. روز اول در صدر مجلس می‌نشینند ولی در روز دوم در پائین دست ایشان.»
(۵)مأخذ: «فقد جعل الله لیلة آلتی رجعت الی لیلة تبشیر و یومها عید البشارة من لدی الله ..» ترجمه: پس به تحقیق خداوند آن شبی را که نزد من بازگشتی شب مژده دادن و روزش را عید بشارت قرار داد.
ذلک الیوم الجمعه ۱۹ من شهر الحرام .. ان فی یوم الذی حضرت هنالک کنّا فی احتزان یومئذ و بعد ذلک ابتهجنا ..» ترجمه: آن روز جمعه ۱۹ محرم است همانا روزی که نزد ما آمدی در حزن بودیم و پس از آن شادمان شدیم …
(۶)مأخذ: ان هذا یوم مبارک حیث کان الوحید وحیداً فی الالف والهاء – قد اتبعوا سبیل ابلیس فی الظلام یومئذ و اتبعوا لوسواس الخنّاس و هم لایشعرون»
امروز روزی است مبارک زیرا که ازل وحید در شهر ادرنه تنها مانده زیرا آنان (بابیّه) از راه ابلیس و وسوسه خناس پیروی کردند در حالی که نمی‌فهمند.
تاریخ نزول: فی لیلة الثلثاء و اللیلة الفضال قد ظهر سرّ الأمر و طلعت آثار المقدسة من شجرة الأزلیة و لیله لیلة القدر و یومه عیدالأکبر و هذه لیلة السابع من شهر جیم الثانی فی سنة الاحدی و الثمانون بعد الالف والهاتین من بعثته الفرقانیه‌ای الهجرة بعد ماقضت عن اللیل ثلثه ارباع»
کتاب قدس الأزل.
(۷) مأخذ: «تلک لیلة الجلال من ذلک الشهر حیث قد جعل الله ذلک الیوم یوم ابتهاج و سروز و تلک لیلة الابتهاج لما ان ذلک کتاب البهاج و فیه البهجة والابتهاج من الله … تلک لیلة الثامن من ذلک الشهر الشین المعظم … شهد الله انه لا اله الا هو و ان ذلک البهاج النقطة الازل، ابتهج ربّه و اظهر ماقدر الله له من الابتهاج تلقاء نفسه و جاهد فی سبیله بما استطاع، کذلک یشهد الله علیه فی هذه اللیلة ثم الکتاب و ابتهجوا بذک البهاج یومئذ ان لاتیأ سوا لما قضی بینکم من الامر ..» ترجمه: شب شنبه هشتم ماه شعبان است که خداوند آن شب و روز را عید ابتهاج قرار داده وطرا که آن کتاب بهاج است که شادمانی خداوندی در اوست گواهی داده خداوند به اینکه نیست خدایی جز او و اینکه آن بهاج (صبح ازل) نقطه ازل، به پروردگارش شادمان گشت و به اندازه‌ای که خداوند مقدر کرده بود برایش از شادی در برابر نفس او در این شب و روز آن گواهی می‌دهد. امروز شما نیز به آیات خداوند در این کتاب بهاج ایمان آورید و هم صدا با این بهاج (مرأت ازل) اظهار شادمانی کنید به خاطر نزول آن و از رخدادهای این ظهور، مفاسد مدعای کاذب نومید مباشید.»

## احزان در تقویم بدیع بیانی
| عنوان                                           | تقویم بدیع بیانی                                                                               | هجری قمری                                                   | هجری شمسی          | میلادی          | توضیحات                                   |
| ----------------------------------------------- | ---------------------------------------------------------------------------------------------- | ----------------------------------------------------------- | ------------------ | --------------- | ----------------------------------------- |
| قتل جناب ملا علی بسطامی (دوم من آمن)            |                                                                                                | ۱۲۶۳                                                        |                    |                 |                                           |
| قتل ملاحسین بشرویه ملقب به جناب باب‌الباب        | یوم الجلال – نهم ماه هفدهم (سلطان) دوسال قبل از مبدأ تاریخ بیانی معادل ۴۱۰ روز مانده به مبدأ   | صبح شنبه ۹ ربیع‌الاول ۱۲۶۵                                   | ۱۴ بهمن۱۲۲۷        | ۳ فوریه ۱۸۴۹    | ۱٫۵ ساعت قبل از طلوع آفتاب طبق نقطةالکاف  |
| قتل محمدعلی بارفروشی ملقب به حضرت قدوس          | یوم الاستجلال- پنجم ماه چهارم (عظمت) دوسال قبل از مبدأ تاریخ بیانی معادل ۳۰۰ روز مانده به مبدأ | غروب چهارشنبه ۲۹ جمادی‌الثانی و آغاز شب پنجشنبه اول رجب ۱۲۶۵ | ۳ خرداد ۱۲۲۸       | ۲۴ مه ۱۸۴۹      | بین جمادی و رجب به تصریح صبح ازل          |
| اعدام سیدعلی محمد باب                           | یوم الکمال شانزدهم ماه ششم (رحمت) سال اول معادل ۱۱۱روز بعد از مبدأ                             | دوشنبه ۲۷ شعبان ۱۲۶۶                                        | ۱۷تیرماه۱۲۲۹       | ۶ ژوئیه ۱۸۵۰    | قمری بنابر نقطةالکاف                      |
| قتل سید یحیی دارابی ملقب به وحید اکبر           | یوم الفضال-هفدهم ماه ششم (رحمت) سال اول معادل ۱۱۲روز بعد از مبدأ                               | سه شنبه ۲۸ شعبان ۱۲۶۶                                       | ۱۸تیرماه۱۲۲۹       | ۷ ژوئیه ۱۸۵۰    | قمری بنا بر نقطةالکاف                     |
| قتل ملا محمدعلی زنجانی ملقب به حجت زنجانی       | یوم الفضال- چهاردهم ماه پانزدهم (مسائل) سال اول معادل ۲۸۰ روز بعد از مبدأ                      | سه شنبه ۱۹ صفر ۱۲۶۷، دو ساعت به ظهر مانده                   | ۳ دیماه ۱۲۲۹       | ۲۴ دسامبر ۱۸۵۰  | قمری آن بنا بر تاریخ زنجان نوشته عبدالاحد |
| کشتار بابی‌ها در تهران                           | یوم العدال - هجدهم ماه دهم (عزت) سال سوم معادل ۹۱۱ روز بعد از مبدأ                             | چهارشنبه ۳۰ ذی قعده ۱۲۶۸                                    | ۲۴شهریوماه۱۲۳۱     | ۱۵ سپتامبر ۱۸۵۲ | قمری آن بنا بر تاریخ زنجان نوشته عبدالاحد |
| قتل طاهره قرةالعین                              | یوم العدال- هجدهم ماه دهم (عزت) سال سوم معادل ۹۱۱ روز بعد از مبدأ                              | چهارشنبه ۳۰ ذی قعده ۱۲۶۸                                    | ۲۴شهریوماه۱۲۳۱     | ۱۵ سپتامبر ۱۸۵۲ | قمری آن بنا بر تاریخ زنجان نوشته عبدالاحد |
| صعودمیرزا یحیی نوری ملقب به صبح ازل و حضرت ثمره | یوم الکمال- نوزدهم ماه شانزدهم (شرف) سال ۶۳ معادل ۲۲۶۸۶ روز بعد از مبدأ                        | ساعت ۷ صبح روز دوشنبه ۱۲ جیم اول ۱۳۳۰                       | ۹ اردیبهشت ماه۱۲۹۱ | ۲۹ آوریل ۱۹۱۲   |                                           |

## روزه
یکی دیگر از احکام دیانت بابی روزه می‌باشد. بر هر فرد بابی بالغ واجب است که در ماه روزه دیانت بابی، روزه بگیرد در باب هیجدهم از واحد هشتم کتاب بیان ذکر شده است که نوزده روز آخر سال بیانی را روزه بگیرند و تا سن کسی به یازده نرسیده روزه بر او واجب نیست و همچنین پس از چهل دو سال واجب نخواهد بود و مدت هر روز از طلوع شمس است الی غروب و حقیقت روزه در آن باب مفصل تشریح شده است.
تقویم بابی۱۹ ماه ۱۹ روزه است و بابیان یک ماه کامل خود را از طلوع خورشید تا غروب آفتاب از خوردن و آشامیدن پرهیز می‌کنند و به تعدیل اخلاق می‌پردازند. اولین روز سال بیانی، یعنی اول شهر البهاء هر سال مصادف با عید سعید فطر می‌باشد.

## وقایع مهم در آئین بیانی
'دستگیری و حبس سید علی محمد باب در شیراز
حکومت و روحانیون ابتدا توجه زیادی به حرکت بابی نکردند اما در اواخر تابستان ۱۸۴۵ میلادی وقتی از گسترش سریع آن آگاه شدند، تصمیم به کنترل آن گرفتند؛ لذا باب که تازه از مکه به بوشهر آمده بود به شیراز برده شده محبوس گردید.
تبعید سید علی محمد باب به اصفهان
پس از مدتی، بیماری وبا در شهر شیراز مُسری شد و در همین حین، باب از شیراز خارج شد. وی در تاریخ سپتامبر ۱۸۴۶ به اصفهان تبعید شد. حاکم اصفهان در آن موقع منوچهرخان معتمدالدوله بود و او علی‌محمد باب را با احترام پذیرفت و مدت یک سال از او مهمانداری و حمایت کرد. ادوارد براون در این خصوص می‌نویسد: داروغه شیراز در این امر همراهی کرد در غیر اینصورت فرار سریع زندانیش به همراه دو تن از پیروانش به شهر ثانی (اصفهان) محال بود. این واقعه حدوداً در ماه می۱۸۴۶ رخ داد. به مدت تقریباً یک سال باب در اصفهان ماند. اما در اوایل سال ۱۸۴۷ حامی او فوت کرد
تبعید سید علی محمد باب به ماکو
پس از مدتی و در ژانویه ۱۸۴۷ به دستور محمّد شاه قاجار به سمت تهران حرکت کرد. اما صدر اعظم او حاجی میرزا آغاسی از حضور سید علی‌محمد باب در تهران نگران شد و با شاه تصمیم گرفتند بدون این که باب وارد تهران شود او را به ماکو، واقع در شمال غربی ایران بفرستند.
محاکمه سید علی محمد باب در تبریز

محل برگذاری جلسه علما با سید علی محمد باب در تبریز که اکنون به نام مسجد صاحب‌الامر شناخته می‌شود.

باب را مجدّداً به تبریز فرستادند و به علما دستور داده شد تا حکم نهایی را در مورد او صادر نمایند. علما هم مجلسی تشکیل دادند و در آن مجلس از باب سوالاتی در مورد ادعای او پرسیدند. ادوارد براون می‌نویسد:اقدام قانونی علیه باب تماماً با شرم آورترین بی انصافی‌ها و بی‌احترامی‌ها همراه بود. آن‌ها به او گفتند: " اگر تو دروازه دانش هستی البته باید قادر باشی به هر سؤالی که ما انتخاب می‌کنیم و می‌پرسیم جواب دهی ". و بی‌درنگ شروع به پرسش دربارهٔ اصطلاحات و ریزه کاری‌های فنی طب، دستور زبان، فلسفه و منطق و امثال آن کردند.
بگفته مک ایون باب به صورت غیررسمی در مجلس علما از سوی بسیاری از علمای حاضر محکوم به مرگ شد. اما رای بر جنون در این زمان مطرح شد تا مانع اعدام باب شوند.
واقعه بدشت
ادوارد براون می‌نویسد:ملاحسین بشرویه‌ای به سرعت به سمت روستای بدشت پیشرفت که در نزدیکی مرز استان مازندران قرار داشت و در آنجا با گروه دیگری از هم دینان خویش به رهبری ملا محمدعلی بارفروشی متحد شد. اصلاحات اجتماعی باب که زنان را در رتبه برابری با مردان بالا برد موجب گردید که زرین تاج دختر حاج ملا محمد صالح قزوینی که به نام قرةالعین معروف بود نیز به سمت تعالیم و آموزشهای باب جذب شود. اکنون در میان بابی‌ها در انجمن بدشت ظاهر شد. تصمیم گرفته شد و معین گردید که این زن خوش بیان، شجاع و زیبا متعهد به تشویق و ترغیب وفاداران شود.
جنگ قلعه طبرسی
ادوارد براون در تشریح جنگ قلعه طبرسی می‌نویسد:
پیروان سید علی محمد باب تحت تأثیر سخنان قرةالعین در واقعه بدشت، در مکانی که مزار شیخ طبرسی در آنجا بود گردهم آمدند. در اینجا، مردان تعلیم دیده برای صلح (علمای مذهبی) با نیروی شجاعت و مهارت باورنکردنی، ماه‌ها مجبور به جنگ با قوای سلطنتی بودند و بارها و بارها نیروهای دولتی را شکست داده و موجب شده بودند که حتی برخی از قوای دولتی ناامید شوند. رهبر شجاع ایشان ملاحسین بشرویه‌ای بود.
آغاز این جنگ بنابر آنچه که جهانگیر میرزا مؤلف (تاریخ نو) نگاشته، دو ماه قبل از وفات محمد شاه بوده است. اردشیر میرزا حاکم مازندران سعی در سرکوبی پیروان باب نمود. بواسطه عدم موفقیت به پایتخت مراجعه نموده و امیرزاده خانلر میرزا در اواخر ماه رمضان ۱۲۶۴ هجری قمری به جای وی انتخاب و به مازندران وارد می‌شود. وی نیز به جهت شورشها و مبارزات پی در پی امکان تحرک نیافته با دریافت خبر مرگ محمد شاه به دارالخلافه مراجعت می‌نماید. این شورشها نتیجه تبلیغات و آگاهی‌های اجتماعی ای که بابیان پس از کنفرانس بدشت و پراکنده شدنشان در سطح مازندران انجام داده‌اند و البته در این میان نقش قرةالعین را نمی‌توان نادیده گرفت. در ابتدا خوانین محلی و ملایان وابسته به درگیری با نیروهای تحت فرماندهی ملاحسین بشرویه، که وی را دوم رجل نهضت بابیه به حساب آورده‌اند، می‌پردازند. وی حدود ۸۰۰ هواخواه داشته است. نواب امیرزاده مهدی قلی میرزا را به جای نواب خانلر میرزا مأمور داشتند و به اکابر آن ولایت در باب قلع و قمع این طایفه و لحقه فرمان صادر شد.
در اکتبر ۱۸۴۸ ارتش شاه برای سرکوبی بابیان از تهران به مازندران گسیل گردید (تقریباً ۲ هزار نفر)، این نیرو هماز بابی‌ها شکست خورد. نیروهای تازه‌نفسی در حدود ۷۰۰۰ تن از تهران به سوی قلعه شیخ طبرسی فرستاده شدومحاصره دژ بابی‌ها آغاز گردید. روحانیون علیه بابی‌ها فتوای (جهاد) دادنداما ارتش شاه نیزکامیابی بدست نیاورد. سرانجام ارتباط ایشان با روستاهای پیرامون بریده شد.
با این حال باز هم یورش بابی‌ها ادامه داشت. در دهم ربیع‌الاول سال ۱۲۶۶، یورش شبانهٔ آنان نیروهای مسلح را وادار به هزیمت کردند. در این شب با بشکه‌های نفت مکان استقرار لشکریان را به آتش کشیدندو بسیاری از جمله دو تن از فرماندهان لشکر را به قتل رساندند.
مؤلف کتاب فتنه باب می‌نویسد:
چون بعد از دو ماه محاصره تسلطی حاصل نگشت شاهنشاه به اهل مازندران خشم فرموده، سلیمان خان افشار را فرمان داد تا با لشکری خونخوار به جانب مازندران روان شوند.
با اعزام نیروهای جدید و تمام شدن آذوقه اهالی قلعه که از هفته‌ها قبل آخرین آذوقه‌ها را نیز به پایان برده بودند، قلعه پس از چهار ماه محاصره سقوظ کرد. گویا تعداد اسیر شدگان ۲۱۴ نفر بوده‌اند که محمدعلی بارفروش نیز از آنجمله بوده است. بجز تنی چند که گریختند، جمله بابیان را یک به یک شکم دریدند.
قیام بابیان زنجان
پس از جنگ قلعه طبرسی، قیامی به رهبری ملا محمدعلی زنجانی ملقب به حجت در زنجان شکل گرفت.
اداورد براون در خصوص این قیام می‌نویسد:
آرامش موقت که پس از سرکوب شورش مازندران ایجاد شده بود، بزودی توسط نزاعی مشابه در زنجان در شمال غرب ایران شکسته شد. وقوع نزاع از جهاتی خیلی شبیه قبل است. همان شجاعت سرکوب ناپذیر و از جان گذشته از سمت بابی‌ها و همان بی دقتی، بزدلی و سوءمدیریت از سمت محاصره‌کننده‌ها. اما خیلی زود همچون در شیخ طبرسی حمله غافلگیرانه محاصره و وحشت قحطی را برای محاصره شوندگان به دنبال می‌آورد. پس همان وعده‌های خائنانه از راه می‌رسند و به تسلیم منتهی می‌شوند و مانند گذشته با قتل و عام نابکارانه بابی‌های اعتمادکننده همراه است. این تابستان ۱۸۵۰ با سایر وقایعی که مصیبت بارند مشخص شد.
شورش پیروان باب در نیریز
پس از جنگ قلعه طبرسی و قیام بابیان زنجان قیامی دیگر در شهر نیریز فارس درگرفت.
ادوارد براون در همین خصوص می‌گوید:در تابستان ۱۸۵۰ میلادی در حالیکه محاصره زنجان در حال پیشرفت بود، شورش (قیام) بابی دیگری در نیریز در جنوب ایران روی داد. دولت که کاملاً هوشیار شده بود تصمیم گرفته بود که جنبش بابی را ریشه کن کند. باب که اکنون محکوم به بیش از سه سال حبس شدید در ماکو و قلعه چهریق شده بود، عملاً نمی‌توانست به‌طور مستقیم مسئول گرایش به مقاومت مسلحانه احتمالی توسط پیروانش در نظر گرفته شود. با این وجود دولت او را سرچشمه آن تعالیمی می‌دانست که کل امپراطوری ایران را دچار تشنج کرده بود و تصمیم به مرگ او گرفت. آنان تصور می‌کردند که با مرگ او کل جنبش باید از هم بپاشد. درست در روز کشته‌شدن باب قیام نیریز و چندین هفته بعد درگیری زنجان با نهرهای خون سرکوب شدند.
کشته‌شدگان سبعه
درست در روز اعدام باب قیام بابی‌های نیریز و چندین هفته بعد از قیام بابیان زنجان که با کشتار عمومی سرکوب شدند. در بین این دو رویداد، کشته‌شدن هفت تن از بابی‌ها اتفاق افتاده که بدون هیچ اثباتی متهم بر طرح نقشه علیه نخست‌وزیر، میرزا تقی خان بودند.
ادوارد براون می‌نویسد: آن طور که ما از دفتر خاطرات یک بانوی انگلیسی که همسرش سمت مهمی در سفارت بریتانیا را داشت فهمیدیم وفاداری آنان، همدردی و دلسوزی همگان را برانگیخت و در بین هم کیشان خود لقب شهدای سبعه را دریافت کردند. در بین آن‌ها حاج سید علی، عموی سید علی محمد باب که بعد از فوت پدرش تحت سرپرستی او بود نیز کشته شد.
تبعید سید علی محمد باب به قلعه چهریق

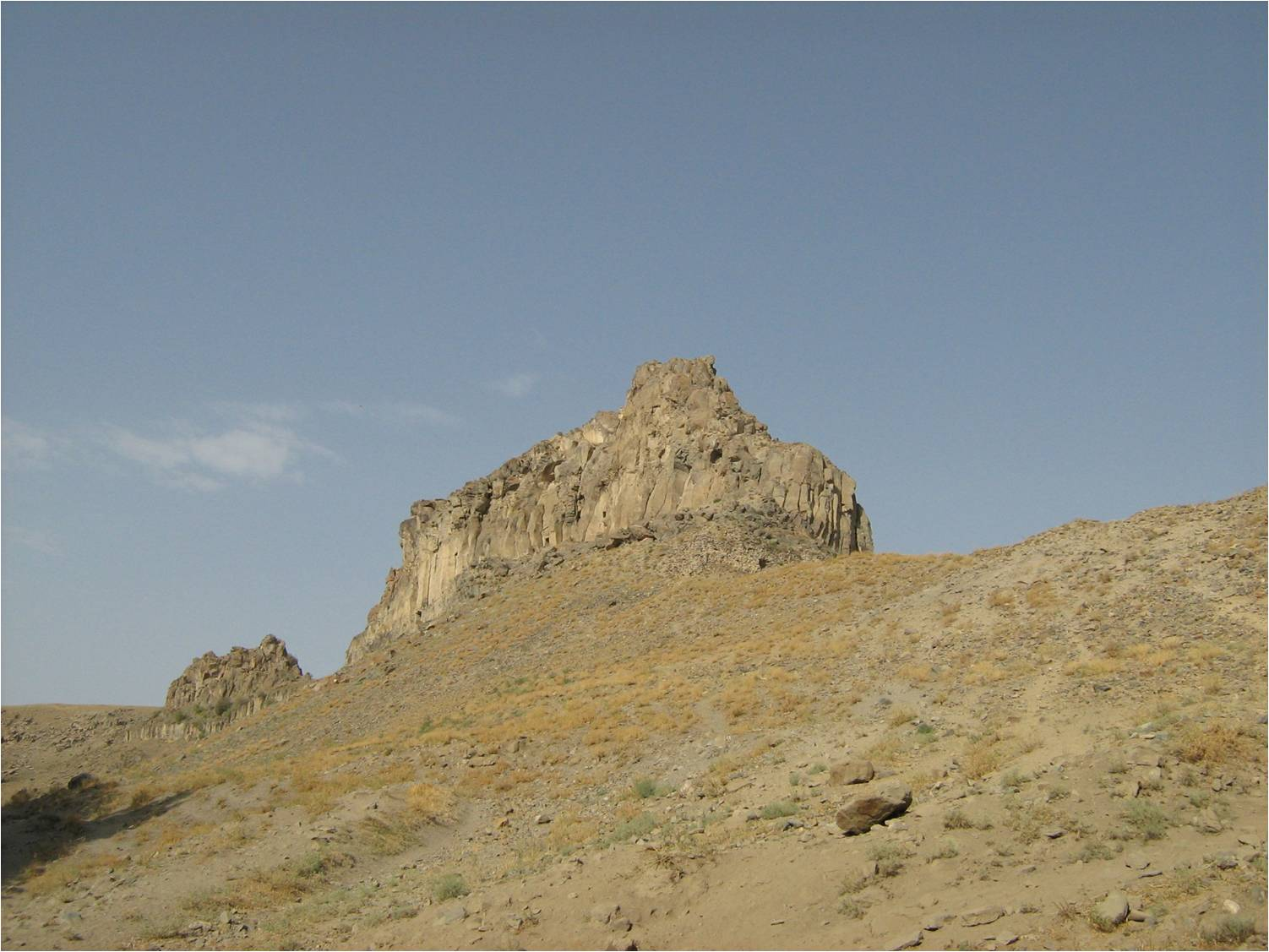
بازمانده‌های قلعه چهریق در سال ۲۰۰۸ میلادی که در کنار رودخانه زولا در شهرستان سلماس قرار دارد

بازمانده‌های سنگچین‌های قلعه چهریق (محل زندان سید علی محمد باب) در سال ۱۳۹۰

پروفسور ادوارد براون می‌نویسد:
به همین دلیل باب به زور از قلعه چهریق به تبریز برده شد و یک بار دیگر در برابر قضاتی که حکمشان نتیجه قطعی بود مورد بازخواست قرار گرفت. محکمه‌ای که او اکنون به آن تن در داده بود چیزی جز یک سری اهانت‌ها و بی‌احترامی‌های مکرر نبود. به هر حال شکنجه گران او نگران گرفتن یک نتیجه بودند و آن اینکه رسماً باب را وادار کنند از تعالیمی که می‌آموزد صرف نظر کند. اما آن‌ها قادر به انجام آن نشدند.

مسیو نیکلا منشی اول سفارت فرانسه در ایران می‌نویسد:
بنابر این معلوم می‌شود که باب بسختی در محبس می‌گذراند و شکایت دارد و نسبتاً مدت آنهم طولانی بوده است زیرا که برحسب مدارکی که ما شرح دادیم در سال ۱۲۶۴ به ماکو رفت و اجرای کشته‌شدنش در ۲۷ شعبان ۱۲۶۶ واقع شد مطابق با ۸ ژوئیه ۱۸۵۰. ولی قبل از اجرای قتل محبس او را تغییر دادند و از ماکو به قلعه چهریق بردند.
در صفحه بعد از ۱۳۲کتاب نقطةالکاف که به همت پروفسور ادوارد براون منتشر گردیده است در ذیل تصویر این قلعه و رودخانه نوشته شده است:.
اعدام سید علی محمد باب و محمدعلی زنوزی
با این که باب در شورش‌ها و کشتارهای واقع شده بین بابیان و قوای دولتی مداخله‌ای نداشت و نقشه آن‌ها نیز از سوی باب طرح نشده‌بود و در انجمن‌های آنان نیز شرکت نمی‌کرد اما دولت تصور می‌کرد که باب منشأ شورش هاست. میرزا تقی‌خان امیرکبیر که در زمان ناصرالدین شاه، صدر اعظم دولت ایران بود، به امید این که دیگر بابی‌ها دست به قیام و شورش نزنند، به شاه پیشنهاد اعدام باب را داد.
بدین ترتیب از سوی شاه به تبریز امر شد که باب را از زندان خارج کنند و او را حسب الظاهر محاکمه کنند و سپس به قتل برسانند. بنا به این دستور ناصرالدین شاه، باب را چند ساعت در کوچه و بازار تبریز گرداندند و نوکرهای حکومت و بعضی از مردم و طبقه روحانیون او را مورد انواع تحقیر قرار دادند و قبل از غروب آفتاب او را به محل اعدام بردند.
باب را به همراه محمدعلی زنوزی یکی از مریدانش، در فاصله چند قدمی یکدیگر آویزان نمودند. پس از شلیک تفنگ‌ها، دود چند لحظه آن دو نفر را از نظرها پنهان نمود. پس از متفرق شدن دود باروت مردم توانستند محل اعدام را مشاهده کنند، ندای حیرت و وحشت از مردم بلند شد، چون باب آنجا نبود؛ زیرا گلوله‌ها فقط به طناب‌ها خورده بود و سبب باز شدن طناب و نجات باب شده‌بود. باب را در اتاقی یافتند و دوباره به محل اعدام آوردند و مثل سابق بستند. اما این بار سربازان از امر شلیک سرباز زدند. گروهی دیگر را آوردند و فرمان شلیک دادند و این بار باب کشته شد.
کشتار بابی‌ها در تهران

تصویری از سلیمان خان در حالی که شمع‌آجین شده است

در سال ۱۸۵۲ میلادی پس از ترور نافرجام ناصرالدین شاه در تهران، کشتار وحشیانه‌ای در تهران صورت پذیرفت و در طی آن انسان‌هایی بواسطه عقایدشان به فجیع‌ترین شکل ممکن کشته شدند.
سلخ ذی قعده سال ۱۲۶۸ قمری زمان این نسل‌کشی می‌باشد.
در طول این سال‌ها، باب اعدام شده بود و عده‌ای از هواداران او به قصد انتقام، به ناصرالدین شاه در نیاوران و در روز ۲۸ شوال ۱۲۶۸ هجری قمری تیراندازی کردند. این ترور نافرجام ماند. شاه نیز در عوض دستور کشتار بابی‌ها را صادر کرد.سلیمان خان یکی از پیروان کتاب بیان بود. او در هنگام کشتار بابی‌ها در تهران، شمع‌آجین و کشته شد.
ادوارد براون می‌نویسد: دو بابی زنده مانده تحت شکنجه قرار گرفتند گر چه مجبور شدند دین و نیت خود را آشکار کنند اما از گفتن نام هر یک از هم دینان خود یا فاش کردن محل تجمعشان امتناع کردند. توداری سرسختانه آنان به هر حال بی‌فایده بود و تحقیق و بررسی شدیدی که توسط پلیس مخفی تهران آغاز شده بود منجر شد به دستگیری حدوداً چهل تن از بابیون که در خانه سلیمان خان غافلگیر شدند. پنج یا شش تن از اینها به انضمام بهاءالله که اکنون ادعای بیعت با اکثریت بزرگی از بابی‌ها را می‌کنند بخشیده شده اما بقیه همگی به مرگ محکوم شدند.
نخست‌وزیر از ترس انتقام جویی این فرقه، تصمیم به وادار کردن تمام گروه‌ها در کشتار زندانیان گرفت. برای این منظور او آن‌ها را در بین ادارات مختلف دولتی، اصناف تجار و سایر بخش‌های جامعه پخش کرد و در همان زمان به هر گروه فهماند که شاه روی وفاداری و پذیرش هر یک از گروه‌ها در نحوه برخورد و رفتار آن‌ها با قربانیان قضاوت خواهد کرد. وزارت جنگ، وزارت امور خارجه، تجار، روحانیون، درویش‌ها، پیش خدمت‌های در خدمت شاه، حتی دانشجویان دانشگاه‌ها که در آن زمان بر اساس یک مدل اروپایی تأسیس شده بود، هر یک زندانی مختص خود را دریافت کردند. انواع مرگ‌های تحمیل شده بسیار وحشتناک بودند که برخی از آن‌ها با تعصب و افراط گری وحشیانه، ترس از سؤظن یا جنون تمام عیار به ستمگری و قساوت طراحی شده بودند. از بداقبالی بابی‌ها برخی تکه‌تکه شدند، برخی با اره از هم جدا شدند، برخی با تازیانه پوستشان کنده شد و برخی با شلیک دهانه تفنگ منفجر شدند.
قتل طاهره قرةالعین در تهران

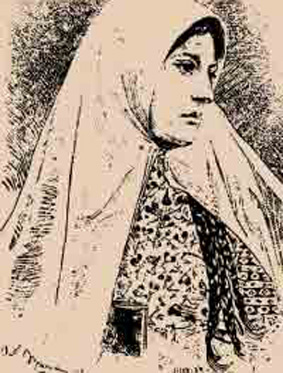
قرةالعین. او از کسانی بود که در پی ترور نافرجام ناصرالدین شاه، هم‌زمان با کشتار پیروان کتاب بیان در تهران، کشته شد.

قرةالعین نیز در این ماجرا کشته شد. او که از سال ۱۲۶۵ هجری قمری دستگیر شده بود، در زمان سوء قصد در منزل کلانتر تهران محبوس بود ولی دو هفته بعد از واقعه استنطاق و اعدام شد.
دکتر پولاک، پزشک اتریشی که در آن زمان در خدمت شاه بود، با یادداشت‌های خود به اعدام این زن واقعاً شهادت می‌دهد